# 软交换

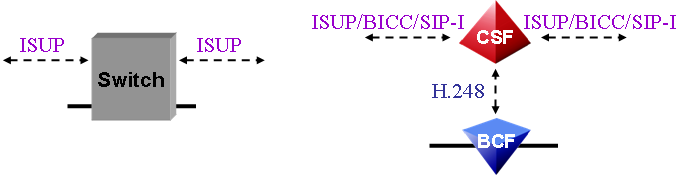
TDM交换机与软交换的比较

软交换（英語：softswitch）是电信网络中的一个中央设备，通过在通用计算机系统上运行的软件，跨越电信网络或公共互联网，将来自一个电话线路的电话呼叫完全连接到另一个电话线路。大多数固定电话通过专用电子硬件进行路由；然而，使用通用服务器和VoIP技术的软交换机正越来越受欢迎。
许多电信网络现在使用软交换和更传统的专用硬件的组合。
虽然术语“软交换”可以指任何这样的设备，但是更常用于指处理IP到IP电话呼叫的设备，而“接入服务器”或“媒体网关”这个短语则用来指代传统的“陆线”（硬线）电话呼叫的终端设备。在实际中，这样的设备通常可以两类呼叫都可以做到。举一个实际的例子，Skype到Skype电话是完全基于IP（互联网）的，所以在中间连接發話方和受話方的地方使用软交换。相比之下，接入服务器可能会接收来自传统电话线路的移动电话或呼叫，将其转换为IP流量，然后通过互联网将其发送到另一个这样的设备，而终止呼叫是通过把这个过程倒过来，将IP语音呼叫转换回传统的，用非IP系统传输语音的ISDN/PSTN协议的旧式电路交换数字系统来终止呼叫。
软交换通常用于控制电路交换和分组交换网络之间的连接点的连接。既有交换逻辑，也有交换结构的单个设备可用于此目的；但现代科技倾向于把这个设备分解成呼叫代理和媒体网关两个部分。
呼叫代理处理诸如计费、呼叫路由、信令、呼叫服务等功能，提供功能逻辑来完成这些电话元任务。呼叫代理可以通过TCP/IP链路来控制地理上分散的区域中的几个不同的媒体网关。它还用于控制媒体网关的功能，以便与媒体以及其他接口进行连接。此过程用于保持接口清晰，以便接收来自任何电话线的呼叫。
媒体网关将不同类型的数字媒体流连接在一起，为呼叫中的媒体（语音和数据）创建端到端路径。它可能具有连接到传统PSTN网络的接口，例如DS1或DS3端口（在非美国网络的情况下为E1或STM1）。它还可能具有连接到ATM和IP网络的接口，最现代的系统将具有用于连接VoIP呼叫的以太网接口。呼叫代理将指示媒体网关在这些接口之间连接媒体流，以将呼叫全部透明地连接到最终用户。
软交换通常位于由称作交换局或中心局的電訊公司的建筑物中。中心局或交换局具有高容量连接，可以通过PSTN呼叫其他该电信公司或其他电信公司的交换局。
从交换机的终端用户看，软交换可以通过TCP/IP网络连接到多个接入设备。这些接入设备可以是向集成接入设备（IAD）提供一个RJ11电话插孔的小型模拟电话调节器（ATA），在电缆（VoCable）上使用MGCP/NCS协议eMTA（嵌入式多媒体终端适配器）或可以提供几百个电话连接的PBX。
通常，较大的接入设备将位于电信公司拥有的建筑物中，靠近他们所服务的客户。每个最终用户可以通过一对简单的铜线连接到IAD。
中型设备和PBX最常用于将这些设备放在自己房屋内的企业，而单线设备大多在私人住宅中使用。
在21世纪之交的IP多媒体子系统（或IMS）中，软交换元件由媒体网关控制器（MGC）元素表示，术语“软交换”在IMS语境中很少使用。在那时候，它叫做AGCF（接入网关控制功能，Access Gateway Control Function）。

## 特征服务器
通常内置在呼叫代理/软交换中的功能服务器是提供呼叫相关功能的功能组件。如果网络中实现了呼叫转移、呼叫等待、回拨上一通电话和三方视频会议等功能，则会在功能服务器中实现了这些功能。功能服务器与呼叫代理密切配合，可以让媒体服务器提供这些服务。这些功能不需要用户明确地请求，往往是在呼叫处理逻辑内被触发。

## 第四类和第五类软交换
VoIP软交换分为两类：第四类和第五类软交换，类似于公共交换电话网络中的传统功能。
用于运营商之间传输VoIP流量的软交换通常被称为第四类软交换。类似于其他第四类电话交换机，第四类软交换的主要功能是路由大量长距离VoIP呼叫。第四类软交换的最重要特征有协议支持和转换、轉碼、每秒呼叫速率、一次呼叫路由的平均时间、并发呼叫的数量。
第五类软交换适用于最终用户。这些软开关既用于本地也用于长途电话服务。第五类软交换的特点是为终端用户和企业客户提供额外的服务，如IP PBX功能、呼叫中心服务、电话卡平台、授权类型、QoS、业务组和其他第五类电话交换机类似的功能。

## 托管交换机服务
由于基础架构及其维护成本高昂，通过托管服务提供商模式提供了一些软交换解决方案。用户依靠由第三方管理的软交换基础设施向最终用户提供服务，而无需拥有或运行自己的软交换。

## 发展
软交换概念的提出最初来自于对处于PSTN/ISDN和IP网络边界的IP电话网关的分解。为了便于实现大容量IP电话网关，一个IP电话网关被分解为由一个媒体网关控制器（MGC）和若干个媒体网关（MG）组成的分布式系统。这里的软交换通常就是媒体网关控制器。
进一步的，随着分组承载技术被引入到PSTN/ISDN内部，PSTN/ISDN交换机本身也可以被分解成为相对独立的两个部分：呼叫控制部分、和承载控制部分。这里的软交换通常是指呼叫控制部分。

## 软交换关键技术
呼叫信令技术：软交换之间的协议，用于建立呼叫。ITU-T规定了BICC（Bearer Independent Call Control）作为软交换的呼叫信令（ITU-T REC Q.1902）。具体来说BICC是在承载独立的网络中用于支持窄带ISDN业务的呼叫信令。此外，ITU-T还规定了SIP-I（ITU-T REC Q.1912.5）做为NISDN呼叫穿越SIP/IP网时的呼叫信令。SIP-I是指将ISUP信息封装在SIP消息中转送。在未来IMS占主导地位的NGN网络中，SIP-I对于基于IMS实现PSTN仿真业务（PES）具有主要的意义。
承载控制协议：软交换与承载控制单元（具体表现为媒体网关等）之间，用于承载控制。ITU-T与IETF共同制定了H.248/Megaco协议，用于进行承载/媒体控制。

## 软交换相关建议标准
ITU-T：
给出了软交换核心技术的规范，主要包括信令协议及与相关网络的互操作
- 呼叫信令
  - Q.1902.1~6  BlCC (CS 2): Approved in 2001-07
- 承载与媒体控制信令
  - H.248 "Gateway control protocol”
- 网络交互
  - Q.1912.1 BICC与SS7 ISUP的交互
  - Q.1912.2 BICC与特定信令系统的交互 (PSTN access, DSS1, C5, R1, R2, TUP)
  - Q.1912.3 BICC与H.323的交互
  - Q.1912.4 BICC与DSS2的交互
  - Q.1912.5 BICC（或ISUP）与SIP的交互
- 信令传输
  - Q.2150.0~3: signalling transport

ETSI：
基本采纳了ITU-T的技术规范标准
- EN 302 213 V1.1.2 (2004-01)：给出了对ITU-T BICC 能力集2 协议标准的认可（endorsement）
  - ITU-T Q.1902.1, Q.1902.2, Q.1902.3, Q.1902.4, Q.1902.5, Q.1902.6,
  - ITU-T Q.765.5 Amendment 1,
  - ITU-T Q.1912.1, Q.1912.2, Q.1912.3, Q.1912.4,
  - ITU-T Q.1922.2,
  - ITU-T Q.1950, Q.1970, Q.1990,
  - ITU-T Q.2150.0, Q.2150.1, Q.2150.2, Q.2150.3.

3GPP：
规定了基于软交换的3G CS域核心网（TS 23.205），并且采纳了ITU-T给出的协议标准（TS 29.205）
- 3GPP TS 23.205: "Bearer Independent CS Core Network; Stage 2"
- 3GPP TS 29.205: "Bearer Independent CS Core Network; Stage 3"